# Samantha Crawfordová
Samantha Crawfordová, nepřechýleně Samantha Crawford (* 18. února 1995 Atlanta) je americká profesionální tenistka. Ve své dosavadní kariéře nevyhrála na okruhu WTA Tour žádný turnaj. Do listopadu 2023 získala na okruhu ITF jeden titul ve dvouhře a pět ve čtyřhře.
Na žebříčku WTA byla ve dvouhře nejvýše klasifikována v červenci 2016 na 98. místě a ve čtyřhře pak v červenci 2015 na 216. místě. Trénuje ji Kathy Rinaldiová.
NA US Open 2012 si jako kvalifikantka zajistila účast v hlavní soutěži, kde podlehla v úvodním kole Britce Lauře Robsonové.

## Tituly na turnajích okruhu ITF
| $100,000 tournaments |
| $75,000 tournaments  |
| $50,000 tournaments  |
| $25,000 tournaments  |
| $10,000 tournaments  |

### Dvouhra (1 titul)
| Č. | Datum         | Turnaj                    | Povrch | Soupeřka ve finále   | Výsledek      |
| -- | ------------- | ------------------------- | ------ | -------------------- | ------------- |
| 1. | listopad 2015 | Scottsdale, Spojené státy | tvrdý  | Viktorija Golubicová | 6–3, 4–6, 6–2 |

### Čtyřhra (5 titulů)
| Č. | Datum         | Turnaj                         | Povrch | Spoluhráčka       | Soupeřky ve finále                  | Výsledek          |
| -- | ------------- | ------------------------------ | ------ | ----------------- | ----------------------------------- | ----------------- |
| 1. | červenec 2012 | Yakima, Spojené státy          | tvrdý  | M. Keysová        | Sü I-fan Čou I-miao                 | 6–3, 2–6, [12–10] |
| 2. | únor 2013     | Surprise, Spojené státy        | tvrdý  | Sachia Vickeryová | Emily Harmanová Sü I-fan            | 6–3, 3–6, [10–7]  |
| 3. | únor 2014     | Rancho Santa Fe, Spojené státy | tvrdý  | Sü I-fan          | Keri Wongová Danielle Laová         | 3–6, 6–2, [12–10] |
| 4. | únor 2015     | Rancho Santa Fe, Spojené státy | tvrdý  | Asia Muhammadová  | İpek Soyluová Nina Stojanovićová    | 6–0, 6–3          |
| 5. | červen 2015   | Baton Rouge, Spojené státy     | tvrdý  | Emily Harmanová   | Storm Sandersová Chanel Simmondsová | 7–6(4), 6–1       |